# いざゆけ八木裕!
『いざゆけ八木裕！』（いざゆけやぎひろし）は、毎日放送ラジオ（MBSラジオ）で2005年4月4日から2009年3月30日まで放送されていたプロ野球情報番組である。放送時間は月曜日（セ・リーグ、並びにセ・パ交流戦公式戦の開催日は除く）18時~19時。

## 番組概要
仲田幸司がパーソナリティーを務めていた『マイクのチバリョー!タイガース』の後継番組である。
番組は阪神タイガースの代打の神様として知られ、2004年度のシーズンを最後に現役を引退し、MBSとGAORAのプロ野球解説者として出演することになった八木裕と、同じく元阪神タイガースの亀山つとむをパーソナリティーに迎え、阪神タイガースを中心とした今週のプロ野球界の動き、試合ダイジェストを展開していく。2006年11月からアシスタントとして、女性タレントの前川美奈が加わったが、2007年10月29日で降板。11月5日～は三瓶京子がアシスタントとして登場している。
ところが、八木が阪神タイガースのコーチに就任したことに伴い、同年3月30日をもって終了となった（11月3日放送分～数回分はスポーツライターの金子達仁を代打パーソナリティとして置き、メインパーソナリティは亀山つとむで放送されていた。八木裕はタイガース秋季キャンプ終了後の12月1日放送分より一時復帰する。2/3月は最終回を除き八木の出演がなかったが、タイトルはそのまま）。なお亀山は後番組の『亀山つとむのかめ友 Sports Man Day』で名実共にメインパーソナリティとなった。

## 過去のゲスト
- 平田勝男（阪神タイガース）
- 星野伸之（阪神タイガース）
- 広澤克実（阪神タイガース）
- 田淵幸一（元・阪神タイガース）
- 片岡篤史（元・阪神タイガース）
- 久慈照嘉（元・阪神タイガース）
- 梅本正之（元・阪神タイガース）
- 中村勝広（元・阪神タイガース）
- 中込伸（元・阪神タイガース）
- 赤星憲広（阪神タイガース）
- 鳥谷敬（阪神タイガース）
- 浅井良（阪神タイガース）
- 新井貴浩（阪神タイガース）
- 中村豊（阪神タイガース）
- 能見篤史（阪神タイガース）
- 赤松真人（阪神タイガース・当時）
- 岩田稔（阪神タイガース）
- 江草仁貴（阪神タイガース）
- 高橋光信（阪神タイガース）
- 吉井理人（オリックス・バファローズ・当時）
- 平野佳寿（オリックス・バファローズ）
- 北川博敏（オリックス・バファローズ）
- 大引啓次（オリックス・バファローズ）
- 五十嵐章人（元・大阪近鉄バファローズ）
- 光山英和（元・大阪近鉄バファローズ）
- 達川光男（元・広島東洋カープ）
- 沖原佳典（東北楽天ゴールデンイーグルス）
- 種田仁（横浜ベイスターズ）
- 三浦大輔（横浜ベイスターズ）
- 小笠原道大（北海道日本ハムファイターズ・当時）
- 田口壮（セントルイス・カージナルス・当時）
- 井川慶（ニューヨーク・ヤンキース）
- 萩本欽一（茨城ゴールデンゴールズ）

阪神タイガースファンの著名人
- 金子達仁（スポーツライター）
- 内匠宏幸（スポーツライター）
- 新保信長（フリーエディター）
- 梅田淳（フリーアナウンサー）
- 勝谷誠彦（コラムニスト）
- 北野義則（放送作家）
- 松村邦洋（タレント）
- 千堂あきほ（女優）
- 飯星景子（タレント・作家）
- ケンドーコバヤシ（ピン芸人）
- 陣内智則（ピン芸人）
- $10（漫才師）
- ランディーズ（漫才師）
- 桂春菜（落語家）
- 月亭八方（落語家）

野球ファンの著名人
- 森脇健児（お笑いタレント）
- プリティ長嶋（お笑いタレント）
- 笑福亭銀瓶（落語家）

著名人
- 大西ユカリ（歌手）
- 熊谷奈美（タレント）
- CIMA（プロレスラー）
- 山崎雅史（MLBレポーター）